# Otakar I de Traungau
Otakar I sau Ottokar I (n. secolul al IX-lea d.Hr. – d. 907 d.Hr.), aparținând probabil Casei Aribonilor, era în anul 904 conducătorul Carantaniei, îndeplinind, de asemenea, funcția de missus dominicus în Marca de Austria. El a fost probabil cel care a construit cetatea Stiraburg (astăzi orașul Steyr în Austria). Deoarece unul dintre fiii săi se numea Aribo, se presupune că Otakar a fost ginerele sau fiul lui Aribo I, margraf al Austriei (Ostmark) și conte de Traungau.

## Descendenți
Urmașii lui Otakar I au fost probabil: 
- Aribo sau Arbo (n. 904), conte de Leobental;
- Adalbert sau Odalbert (d. 935), arhiepiscop de Salzburg;
- Otakar al II-lea (d. 935), conte de Traungau și Chiemgau.